# 営業キロ
営業キロ（えいぎょうキロ）とは、鉄道もしくは路線バス・連絡船等の交通機関において、運賃を計算する際に使用する距離。あるいは事業者が自称する運行距離のこと。キロメートルを基礎としているが、実際の物理的な距離とは必ずしも一致しない。擬制キロとも呼ばれる。

## 設定方法
一般には実際の距離（実キロと呼ぶ）を以て設定することが建前となっているが、採算の取れそうにない路線や新規に開業した路線、これから延伸を行う予定である路線などでは、割り増しのキロ程を営業キロと称するところがある。また、このようなキロ程を別な言い方をする事業者もある。
日本国有鉄道（国鉄）では、営業キロ程は「営業線基準規程」の第7条で規定があった（昭和53年10月18日衆議院運輸委員会：高木文雄国鉄総裁答弁）

第7条 (1) 営業キロ程の設定は、次の各号に掲げる基準によるものとする。
1. 営業キロ程は、起点から停車場中心までの実測キロメートルによるものとし、キロメートル未満のは数については、二位以下を四捨五入し、一位にとどめるものとする。ただし、線路延長計画のない終端停車場にあっては、おもな線路の終端までとする。
2. 停車場間の営業キロ程は、両停車場の営業キロ程の差とする。
3. スイッチバック停車場を介在する停車場間の営業キロ程は、停車場本屋中心と停車場標との間の距離を加算する。

(2) 前項第一号の停車場中心は、建造物基本構造基準規程に定める停車場標の位置とする。

駅の営業キロは、前述の第7条第2項にあるように、停車場中心に置かれた停車場標の位置で決定される。停車場標は、建造物基本構造基準規程第23条で「停車場本屋の中心に最も近いキロ程10mの箇所」と設置位置が定められていた。「駅長室の中心」だと思われる向きもあるが、実際には必ずしも駅長室の位置にはない。一般には、実際に建設された距離である建設キロ（けんせつキロ）とは若干のずれが生じる。また、新幹線の場合には並行する在来線の代替駅またはそれに相当する数値をもって営業キロとすることがある。
国鉄において各駅の営業キロの決定は、本社旅客局長の決裁事項で、現場の鉄道管理局などで勝手に決定することは許されていなかった。そのため、北海道で多く見られた仮乗降場（各地の鉄道管理局の権限で設置された）には営業キロが設定されておらず、運賃計算に当たっては前後の駅の営業キロを用いていた。これらの仮乗降場はほとんどが国鉄分割民営化と同時に正式な駅に格上げされたが、営業キロが設定されたのは1990年3月10日のダイヤ改正と同時であった。
実際の距離とは違う値を使う別の例として、阪急電鉄のターミナル駅である梅田駅が、1966年（昭和41年）から1973年（昭和48年）にかけて隣駅側に移転し0.4km短縮され、営業キロ数は変更されたが、運賃計算上のキロ数は従来のまま存置されている例などもある（例として、梅田駅－相川駅間の営業キロ数は9.6kmであるが、運賃は10－14kmの区分に当たる230円が適用される）。一方、逆の例として、美保飛行場（米子鬼太郎空港）の滑走路拡張に伴い滑走路を大きく迂回する形に経路変更された西日本旅客鉄道（JR西日本）境線の大篠津町駅－中浜駅間の営業キロは、実際の距離（実キロ）より短い経路変更前の営業キロを採用している。また、鉄道連絡船である宮島連絡船（JR西日本宮島フェリーに分社化）も実際の距離は約2kmであるが、営業キロは1.0kmに設定されている。近畿日本鉄道では、1975年（昭和50年）に新青山トンネルの開通・複線の新線への切替に伴って大阪線の営業キロが短縮されたが、東青山駅 - 榊原温泉口駅間（大阪上本町駅から新線経由で93.738km、旧線経由で95.054km地点）に距離更正点を設置してそこから名古屋・伊勢志摩方面の営業キロを旧線経由の実キロ数に合わせている。
近年新設される新駅では、開業から当面の間、隣接駅の営業キロを採用することが見られる（小田栄駅・あしかがフラワーパーク駅など）。
また、他の経路を利用した場合も運賃が同額になるようにするため、東武鉄道小泉線の館林 - 東小泉 - 太田間の営業キロは、伊勢崎線の館林 - 足利市 - 太田間のキロ数に合わせて調整している。大阪市営地下鉄および後身の大阪市高速電気軌道では御堂筋線と中央線のキロ数に合わせて、他線の営業キロを調節してある（他の多くの事業者では、複数の経路が考えられる区間の運賃は指定経路通りに計算、あるいは最短経路で計算のいずれかのルールを導入している）。
JR各社では、幹線・地方交通線と線区を分けたことから、地方交通線に関わるこういった割増を行った数値を、換算キロ・擬制キロと称し、幹線と地方交通線にまたがる場合に使用する数値を運賃計算キロと称する（次項参照）。

## 換算キロ・擬制キロ・運賃計算キロ
「換算キロ（かんさんキロ）」とは、正確には「賃率換算キロ」と言い、JR各社が幹線と地方交通線を連続して乗車する場合の運賃を計算する上で、幹線と地方交通線の間で賃率が違うことから、地方交通線の営業キロをそのまま当てはめるのではなく、営業キロに割り増しした運賃計算用の数値を指す。なお、四国旅客鉄道（JR四国）・九州旅客鉄道（JR九州）ではこれと同じ方法で算出された数値を「擬制キロ（ぎせいキロ）」と言い、この2社では、地方交通線のみを利用する場合の運賃もこの数値で計算する。幹線の営業キロと地方交通線の換算キロ・擬制キロの和を「運賃計算キロ（うんちんけいさんキロ）」と言い、幹線と地方交通線を連続して乗車する場合の運賃は、運賃計算キロを（JR四国・九州以外では幹線の）運賃表に当てはめて算出する（ただし、JR四国・九州を除く各社で、幹線と地方交通線が連続し乗車区間の営業キロが10km以内である場合は、乗車区間の営業キロを地方交通線の運賃表に当てはめて算出する）。
現在のこの制度は、国鉄末期の1982年に、不採算路線の増収策の一環として導入された。昭和30年代にも九州などの一部ローカル線（指宿枕崎線など）でも擬制キロが採用されていたことがあったが、1961年国鉄新線建設に対し補助金が出ることになったため、擬制キロによる割増運賃は一旦廃止された経緯がある。
逆に、都市部である東京山手線内・大阪環状線内の運賃を低減する制度として、実際の営業キロを割引した「短縮キロ」が1942年4月 - 1961年3月に制定されていたこともあった。例えば、東京駅 - 上野駅間が実際の営業キロ3.6kmのところ、2.1kmで計算されていた。これは同区間内の運賃表を別に設定することにより廃止された。その後、電車特定区間の制度となっている。
換算キロ・擬制キロは、営業キロに賃率比 (1.1) を乗じて算出する（小数点第2位で四捨五入）。賃率比 (1.1) は、1997年4月1日以降、東日本旅客鉄道（JR東日本）・東海旅客鉄道（JR東海）・西日本旅客鉄道（JR西日本）の地方交通線の第1地帯の賃率17円80銭/kmを、幹線の第1地帯の賃率16円20銭/kmで除した（小数点第2位で四捨五入）ものである。JR四国・九州以外で地方交通線のみを利用する場合の運賃は、地方交通線の営業キロで地方交通線の運賃表に当てはめて算出する。
JR四国・九州で地方交通線のみを利用する場合の運賃は、地方交通線の擬制キロで運賃表に当てはめて算出する。この方法を設定したため、この2社では基本となる運賃表が1つで済むが、営業キロと擬制キロの関係による特定運賃の組み合わせが不規則になってしまい、余計に運賃計算が複雑化してしまった。
JR以外では、名古屋鉄道が運賃計算において擬制キロに類似した制度を用いている。「名古屋鉄道#運賃」を参照のこと。